# Plecotus kolombatovici
L'orecchione dei Balcani (Plecotus kolombatovici  Dulic, 1980) è un pipistrello della famiglia dei Vespertilionidi diffuso nei Balcani e nel vicino oriente.

## Descrizione

### Dimensioni
Pipistrello di piccole dimensioni, con la lunghezza della testa e del corpo tra 42 e 54 mm, la lunghezza dell'avambraccio tra 36 e 42 mm, la lunghezza della coda tra 42 e 48 mm, la lunghezza delle orecchie tra 33 e 38 mm e un peso fino a 8 g.

### Aspetto
La pelliccia è lunga e densa. Le parti dorsali sono grigio-brunastre con dei riflessi marroni o color sabbia, mentre le parti ventrali sono grigio-brunastre con dei riflessi grigiastri. La base dei peli è ovunque bruno-nerastre. Il muso è conico e completamente ricoperto di peli. Le orecchie sono enormi, ovali, ispessite e unite sulla fronte da una sottile membrana cutanea. Il trago è lungo circa la metà del padiglione auricolare, affusolato e con l'estremità smussata. Le membrane alari sono grigio-brunastre e semi-trasparenti. Le dita dei piedi sono ricoperte di corti peli chiari e munite di piccoli artigli pallidi. La coda è lunga ed inclusa completamente nell'ampio uropatagio.

## Biologia

### Comportamento
In estate si rifugia nelle fessure rocciose, monumenti antichi, rovine, caverne ed edifici dove le femmine formano vivai di 10-30, occasionalmente anche fino a 120 adulti. In inverno vivono singolarmente o in piccoli gruppi fino a 10 individui di entrambi i sessi all'interno di edifici, miniere, grotte pozzi e talvolta cavità degli alberi.

### Alimentazione
Si nutre di insetti, particolarmente falene e in misura minore di coleotteri e ditteri catturati su spazi aperti, terreni agricoli e piccoli specchi d'acqua.

## Distribuzione e habitat
Questa specie è diffusa in maniera frammentata nei Balcani, lungo le coste adriatiche della Croazia e della Bosnia ed Erzegovina, nella Grecia centrale e nel Peloponneso e sulle isole di Creta, Rodi, Cipro e Gozo, mentre nel vicino oriente è presente dall'Anatolia meridionale fino alla Siria nord-occidentale e il Libano. Probabilmente è diffusa anche in Israele, Palestina e Giordania occidentale. Un'osservazione effettuata sull'isola di Pantelleria è considerata da diversi autori come erronea.
Vive in zone semi-aride e nelle steppe.

## Conservazione
La IUCN Red List, considerato il vasto areale e la tolleranza a diversi tipi di habitat, classifica P.kolombatovici come specie a rischio minimo (Least Concern)).